# Kemonomimi

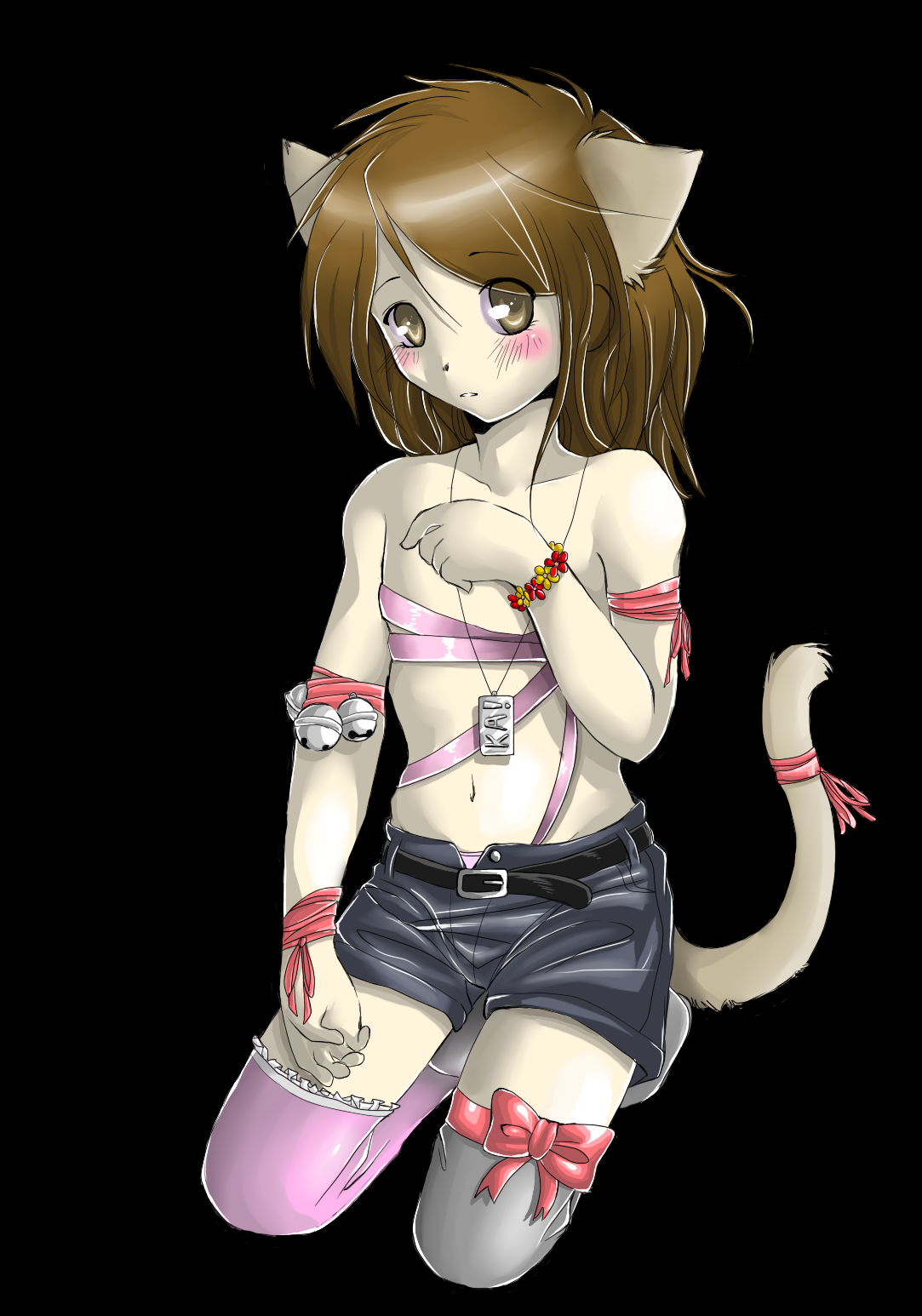
Kemonomimi

A kemonomimi (獣耳 állati fülek) anime és manga kifejezés, amivel olyan emberszerű figurákat írnak le, akik megjelenésükben valamilyen állati jellegzetességet mutatnak, mint például macskafülük és -farkuk van. Az esetek egy részében ezek az állati vonások a szereplő ruházatának részét képezik és tetszés szerint eltávolíthatók. Fontos, hogy az emberszerű furry karakterektől különböznek, mert a kemonomimi elsősorban ember egy-két olyan vonással, ami kihangsúlyozza a belső tulajdonságát vagy egyszerűen csak aranyosabbá teszi, míg az furryk átmenetet képeznek az állatok és az emberek között, és az állati vonásaik szembeötlően hangsúlyosak.

## Kemonomimi szereplőtípusok

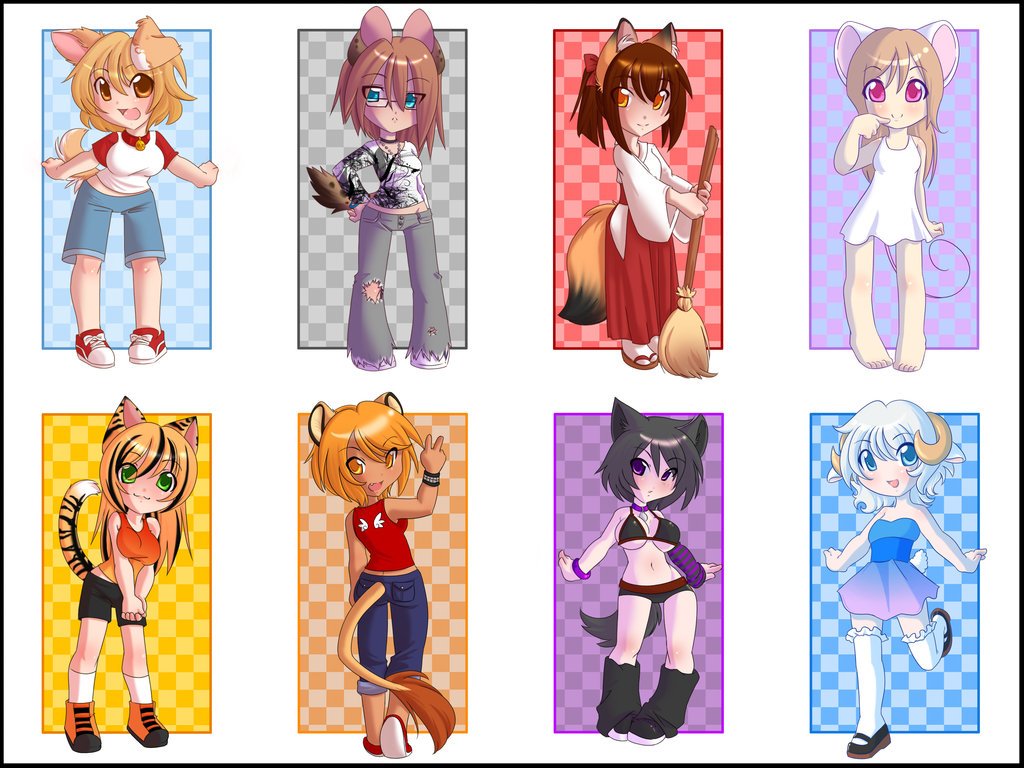
Pár példa a kemonomimi szereplőtípusra

### Macskák
A macskaszerű szereplők, vagy más néven nekomimik jellemzően nőneműek. Macskafiúk csak ritkán tűnnek fel.
- Momomija Icsigo , a Vadmacska kommandó egyik főszereplője
- Szóma Kjó, a Fruits Basket egyik főszereplője
- Blair, egy varázserejű macska, aki emberré tud változni, a Soul Eater egyik mellékszereplője.
- Shader a Chrono Crusade manga- és animesorozatban.

### Nyulak
A usagimimi, esetleg rövidebben usamimi.
- Berry Shirayuki,  a Vadmacska kommandó egyik főszereplője
- Momiji Sohma, a Fruits Basket egyik szereplője

### Kutya
Az inumimi.
- InuYasha és  Sesshomaru az InuYasha címszereplői
- Shigure Sohma a  Fruits Basket szereplője

### Róka
A kitsunemimi.
- Shippo, az InuYasha egyik szereplője

### Madár
A torimimi.
- Cooro, az +Anima hollója.
- Corina a Vadmacska kommandóból